# ام‌اس استنا اسپیریت
ام‌اس استنا اسپیریت (به انگلیسی: MS Stena Spirit) یک کشتی است که طول آن ۱۷۵٫۳۷ متر (۵۷۵٫۴ فوت) می‌باشد. این کشتی در سال ۱۹۸۳ ساخته شد.